# Glandora moroccana
Glandora moroccana är en strävbladig växtart som först beskrevs av Ivan Murray Johnston, och fick sitt nu gällande namn av D.C.Thomas. Glandora moroccana ingår i släktet bergstenfrön, och familjen strävbladiga växter. Inga underarter finns listade i Catalogue of Life.